# ティム・ミーンズ
ティム・ミーンズ（Tim Means、1984年2月20日 - ）は、アメリカ合衆国の男性総合格闘家。
オクラホマ州ウィルバートン出身。パワーMMA/フィットNHB所属。元KOTC世界ジュニアウェルター級王者。元KOTC世界ライト級王者。

## 来歴
12歳から格闘技をはじめる。
2004年6月5日、アマチュア総合格闘技デビュー戦で判定勝利を収めた。
2004年3月13日、プロデビュー戦でTKO勝利を収めた。
2005年3月5日、プロ4戦目でスペンサー・フィッシャーと対戦し、三角絞めで敗れた。

### KOTC
2010年10月7日、KOTC世界ジュニアウェルター級（73kg）タイトルマッチで王者ボビー・グリーンに挑戦し、TKO勝ちを収め王座獲得に成功した。
2012年1月21日、KOTC世界ライト級王座決定戦でタイ・ブラウンと対戦し、TKO勝ちを収め2階級制覇となる王座獲得に成功した。

### UFC
2012年2月15日、UFC初出場となったUFC on Fuel TV 1でベルナルド・マガリャエスと対戦し、判定勝利を収めた。
2013年4月20日、UFC on FOX 7でホルヘ・マスヴィダルと対戦し、判定負けを喫した。
2013年7月27日、UFC on FOX 8でダニー・カスティーリョと対戦し、判定負けを喫し、UFCからリリースされた。

### Legacy FC
2013年9月13日、Legacy Fighting Championship 23でピート・スプラットと対戦し、KO勝ちを収めた。

### UFC復帰
2014年5月10日、10か月ぶりのUFC復帰戦となったUFC Fight Night: Brown vs. Silvaでニール・マグニーと対戦し、判定負けを喫した。
2015年2月28日、UFC 184でディエゴ・リマと対戦し、TKO勝利を収めた。パフォーマンス・オブ・ザ・ナイトを受賞。
2015年7月11日、UFC 189でウェルター級ランキング15位のマット・ブラウンと対戦し、ギロチンチョークで一本負け。
2015年12月10日、UFC Fight Night: Namajunas vs. VanZantでジョン・ハワードと対戦し、KO勝利を収めた。パフォーマンス・オブ・ザ・ナイトを受賞。
2016年2月、米国アンチドーピング機関（USADA）が1月21日に実施した競技外抜き打ち検査でオスタリンの陽性反応を検出したことが発覚した。ミーンズは使用していたサプリメントにオスタリンが混入していた不可抗力であると主張してUSADAに提訴した。6月10日、USADAが再調査した結果、ミーンズが使用していたサプリメントにオスタリンが混入していたことおよびサプリメントの成分表示ラベルにオスタリンが表示されていなかったことが確認されたため、陽性反応の検出の原因は汚染サプリメントだったとして出場停止期間が短縮され6ヶ月間の出場停止処分が下された。
2020年11月21日、UFC 255でマイク・ペリーと対戦し、3-0の判定勝ち。なお、この試合はペリーが175.5ポンドと4.5ポンド体重超過したため、キャッチウェイト契約で行われた。
2023年9月23日、UFC Fight Night: Fiziev vs. Gamrotでアンドレ・フィアリョと対戦し、スタンドパンチ連打で3RTKO勝ち。ファイト・オブ・ザ・ナイトを受賞した。

## 人物・エピソード
- 2004年に酒場の外で銃撃事件に巻き込まれて大腿動脈を撃たれ、この怪我の治療に使用したモルヒネの依存症になってしまう。治療が済むとメタンフェタミンに溺れた。さらに、自宅に強盗目的で押し入ってきた男を暴行して4年の実刑判決を受けるが、そこで人生を変えなければと決心をして総合格闘技に打ち込んだ。

## 戦績

### プロ総合格闘技
| 総合格闘技 戦績 | 総合格闘技 戦績 | 総合格闘技 戦績 | 総合格闘技 戦績 | 総合格闘技 戦績 | 総合格闘技 戦績 | 総合格闘技 戦績 |
| --------------- | --------------- | --------------- | --------------- | --------------- | --------------- | --------------- |
| 52 試合         | (T)KO           | 一本            | 判定            | その他          | 引き分け        | 無効試合        |
| 33 勝           | 20              | 5               | 8               | 0               | 1               | 1               |
| 17 敗           | 3               | 8               | 6               | 0               | 1               | 1               |

| 勝敗 | 対戦相手                   | 試合結果                           | 大会名                                                             | 開催年月日     |
| ×    | コート・マッギー           | 1R 3:19 ネッククランク             | UFC 307: Pereira vs. Rountree                                      | 2024年10月5日  |
| ×    | ウロシュ・メディチ         | 1R 2:09 TKO（左アッパー→パウンド） | UFC on ESPN 55: Nicolau vs. Perez                                  | 2024年4月27日  |
| ○    | アンドレ・フィアリョ       | 3R 1:15 TKO（スタンドパンチ連打）  | UFC Fight Night: Fiziev vs. Gamrot                                 | 2023年9月23日  |
| ×    | アレックス・モロノ         | 2R 2:09 ギロチンチョーク           | UFC on ABC: Rozenstruik vs. Almeida                                | 2023年5月13日  |
| ×    | マックス・グリフィン       | 5分3R終了 判定1-2                  | UFC Fight Night: Kattar vs. Allen                                  | 2022年10月29日 |
| ×    | ケビン・ホランド           | 2R 1:28 ダースチョーク             | UFC on ESPN 37: Kattar vs. Emmett                                  | 2022年6月18日  |
| ○    | ニコラス・ダルビー         | 5分3R終了 判定3-0                  | UFC Fight Night: Gane vs. Volkov                                   | 2021年6月26日  |
| ○    | マイク・ペリー             | 5分3R終了 判定3-0                  | UFC 255: Figueiredo vs. Perez                                      | 2020年11月21日 |
| ○    | ローレアノ・スタロポリ     | 5分3R終了 判定3-0                  | UFC Fight Night: Lewis vs. Oleinik                                 | 2020年8月8日   |
| ×    | ダニエル・ロドリゲス       | 2R 3:37 ギロチンチョーク           | UFC Fight Night: Anderson vs. Błachowicz 2                         | 2020年2月15日  |
| ○    | チアゴ・アウベス           | 1R 2:38 ギロチンチョーク           | UFC on ESPN 7: Overeem vs. Rozenstruik                             | 2019年12月7日  |
| ×    | ニコ・プライス             | 1R 4:50 KO（右フック→パウンド）    | UFC Fight Night: Lewis vs. dos Santos                              | 2019年3月9日   |
| ○    | リッキー・レイニー         | 1R 1:18 TKO（パウンド）            | The Ultimate Fighter 28 Finale                                     | 2018年11月30日 |
| ×    | セルジオ・モラエス         | 5分3R終了 判定1-2                  | UFC Fight Night: Machida vs. Anders                                | 2018年2月3日   |
| ×    | ベラル・ムハマッド         | 5分3R終了 判定1-2                  | UFC Fight Night: Werdum vs. Tybura                                 | 2017年11月19日 |
| ○    | アレックス・ガルシア       | 5分3R終了 判定3-0                  | UFC Fight Night: Chiesa vs. Lee                                    | 2017年6月25日  |
| ×    | アレックス・オリベイラ     | 2R 2:38 リアネイキドチョーク       | UFC Fight Night: Belfort vs. Gastelum                              | 2017年3月11日  |
| －   | アレックス・オリベイラ     | 1R 3:33 ノーコンテスト（反則）     | UFC 207: Nunes vs. Rousey                                          | 2016年12月30日 |
| ○    | サバウ・ホマシ             | 2R 2:56 TKO（スタンドパンチ連打）  | UFC 202: Diaz vs. McGregor 2                                       | 2016年8月20日  |
| ○    | ジョン・ハワード           | 2R 0:21 KO（左フック→パウンド）    | UFC Fight Night: Namajunas vs. VanZant                             | 2015年12月10日 |
| ×    | マット・ブラウン           | 1R 4:44 ギロチンチョーク           | UFC 189: Mendes vs. McGregor                                       | 2015年7月11日  |
| ○    | ジョージ・サリバン         | 3R 3:41 肩固め                     | UFC on FOX 15: Machida vs. Rockhold                                | 2015年4月18日  |
| ○    | ディエゴ・リマ             | 1R 2:17 TKO（パウンド）            | UFC 184: Rousey vs. Zingano                                        | 2015年2月28日  |
| ○    | マルシオ・アレッシャンドリ | 5分3R終了 判定2-1                  | UFC Fight Night: Machida vs. Dollaway                              | 2014年12月20日 |
| ○    | エルナニ・ペルペトゥオ     | 5分3R終了 判定3-0                  | UFC on FOX 12: Lawler vs. Brown                                    | 2014年7月26日  |
| ×    | ニール・マグニー           | 5分3R終了 判定0-3                  | UFC Fight Night: Brown vs. Silva                                   | 2014年5月10日  |
| ○    | アルテナス・ヤング         | 1R 1:38 TKO（パンチ連打）          | Legacy Fighting Championship 27                                    | 2014年1月31日  |
| ○    | ピート・スプラット         | 1R 2:24 KO（肘打ち）               | Legacy Fighting Championship 23                                    | 2013年9月13日  |
| ×    | ダニー・カスティーリョ     | 5分3R終了 判定0-3                  | UFC on FOX 8: Johnson vs. Moraga                                   | 2013年7月27日  |
| ×    | ホルヘ・マスヴィダル       | 5分3R終了 判定0-3                  | UFC on FOX 7: Henderson vs. Melendez                               | 2013年4月20日  |
| ○    | ジャスティン・サラス       | 1R 1:06 TKO（膝蹴り→パウンド）     | UFC on FX 3: Johnson vs. McCall                                    | 2012年6月8日   |
| ○    | バーナード・マゼラン       | 5分3R終了 判定3-0                  | UFC on Fuel TV 1: Sanchez vs. Ellenberger                          | 2012年2月15日  |
| ○    | タイ・ブラウン             | 1R 0:30 TKO（パンチ連打）          | KOTC: Total Destruction 【KOTC世界ライト級王座決定戦】             | 2012年1月21日  |
| ○    | マリオ・ラモス             | 1R 1:07 TKO（パンチ連打）          | KOTC: High Performance                                             | 2011年11月19日 |
| ○    | コーディ・フィスター       | 1R 2:15 リアネイキッドチョーク     | KOTC: Kingpin 【KOTC世界ジュニアウェルター級タイトルマッチ】       | 2011年8月27日  |
| ○    | クリス・レヴァ             | 3R 1:28 TKO（膝蹴り→パウンド）     | KOTC: Fight to Live 【KOTC世界ジュニアウェルター級タイトルマッチ】 | 2011年5月14日  |
| ○    | リッキー・マスグレイブ     | 3R 4:53 KO（パンチ連打）           | ECSC: Friday Night Fights 2                                        | 2011年2月11日  |
| ○    | ドム・オーグラディ         | 5分3R終了 判定2-1                  | KOTC: Steel 【KOTC世界ジュニアウェルター級タイトルマッチ】         | 2010年12月9日  |
| ○    | ボビー・グリーン           | 2R終了時 TKO（棄権）               | KOTC: Inferno 【KOTC世界ジュニアウェルター級タイトルマッチ】       | 2010年10月7日  |
| △    | ドム・オーグラディ         | 5分3R終了 判定                     | KOTC: Lock Down                                                    | 2010年7月30日  |
| ○    | コーディ・ギャレット       | 1R 1:17 TKO（パンチ連打）          | KOTC: Honor                                                        | 2010年5月14日  |
| ×    | ジェイム・ハラ             | 1R 2:19 ギロチンチョーク           | KOTC: Legacy                                                       | 2010年3月26日  |
| ○    | ジョン・クロンク           | 1R 0:46 リアネイキッドチョーク     | KOTC: Horse Power                                                  | 2009年11月28日 |
| ○    | マルシオ・ナバーロ         | 1R 3:53 TKO（パンチ連打）          | KOTC: Gunslinger                                                   | 2009年8月8日   |
| ○    | マット・バターフィールド   | 1R 0:04 KO（膝蹴り）               | KOTC: El Lobo                                                      | 2009年5月23日  |
| ○    | マット・グリーン           | 1R 0:09 TKO（パンチ連打）          | KOTC: New Breed                                                    | 2009年3月7日   |
| ○    | ブラッド・ノルドギス       | 1R 2:07 KO（パンチ連打）           | KOTC: Rapture                                                      | 2009年2月28日  |
| ○    | ジュリー・グラティエス     | リアネイキッドチョーク             | Fightworld 4                                                       | 2005年3月26日  |
| ×    | スペンサー・フィッシャー   | 1R 1:44 三角絞め                   | IFC: Eve of Destruction                                            | 2005年3月5日   |
| ×    | ルーク・カウディーリョ     | 1R 1:40 TKO（負傷）                | Ring of Fire 13                                                    | 2004年9月24日  |
| ○    | ネイサン・ブラウン         | 1R TKO（打撃）                     | Extreme Fighting Championships 2                                   | 2004年5月1日   |
| ○    | ジョシュ・バーロウ         | TKO                                | Rumble in the Desert                                               | 2004年3月13日  |

## 獲得タイトル
- 第5代KOTC世界ジュニアウェルター級王座（2010年）
- 第14代KOTC世界ライト級王座（2012年）

## 表彰
- UFC ファイト・オブ・ザ・ナイト（1回）
- UFC パフォーマンス・オブ・ザ・ナイト（2回）